# گوده مرکزی
در کالبدشناسی چشم انسان، گودهٔ مرکزی (انگلیسی: Fovea centralis) به فرورفتگی ریزی در مرکز لکهٔ زرد گفته می‌شود که حاوی یاخته‌های مخروطی است که به علت افزایش طولشان به یاخته‌های استوانه‌ای شبیه شده‌اند.
در مرکز شبکیه، ناحیه کوچکی به نام لکه زرد وجود دارد که در آن فقط نورون‌های مخروطی یافت می‌شود. در نواحی دورتر از لکه زرد به‌تدریج از تعداد نورون‌های مخروطی کاسته شده و بر تعداد نورون‌های استوانه‌ای افزوده می‌شود.

## نگارخانه

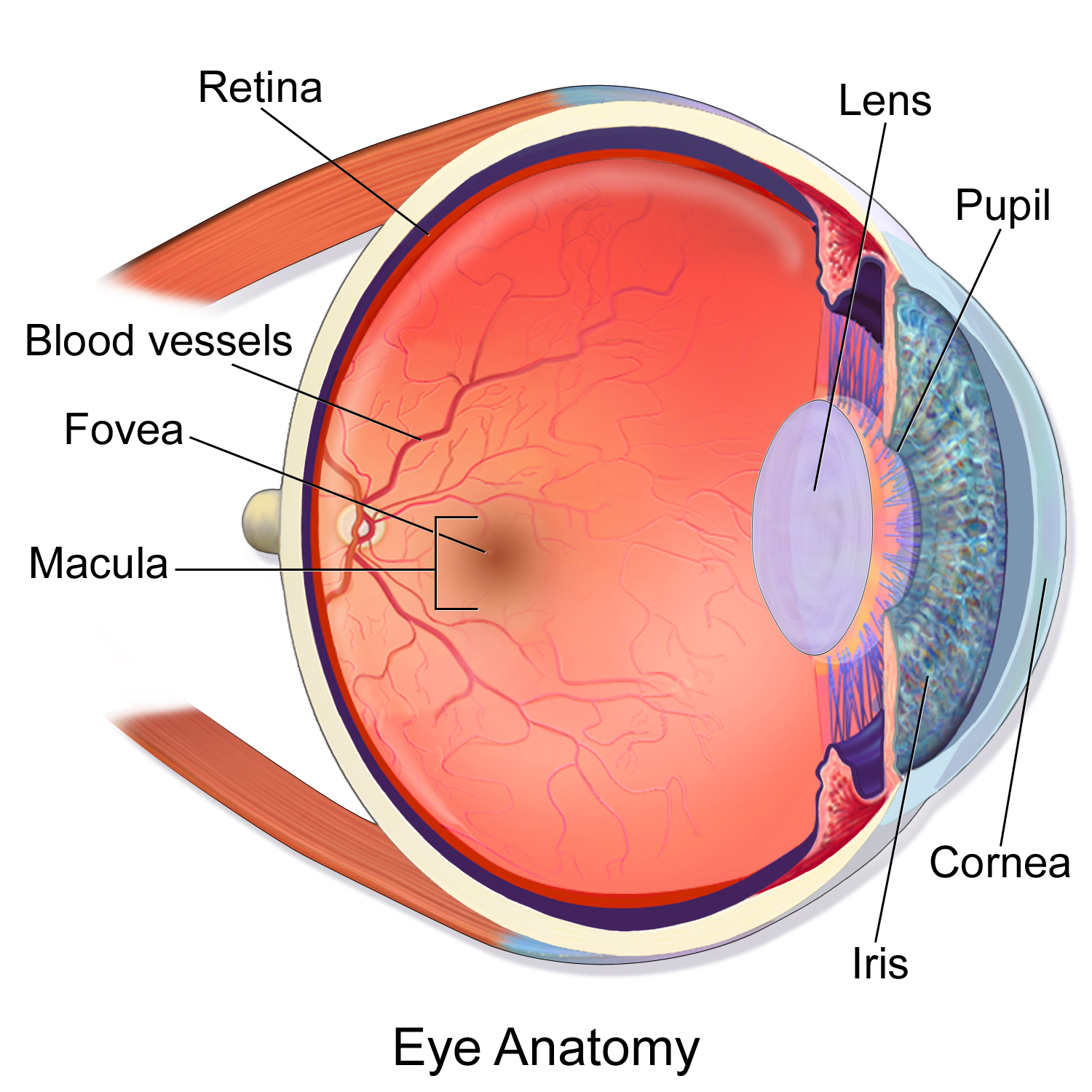
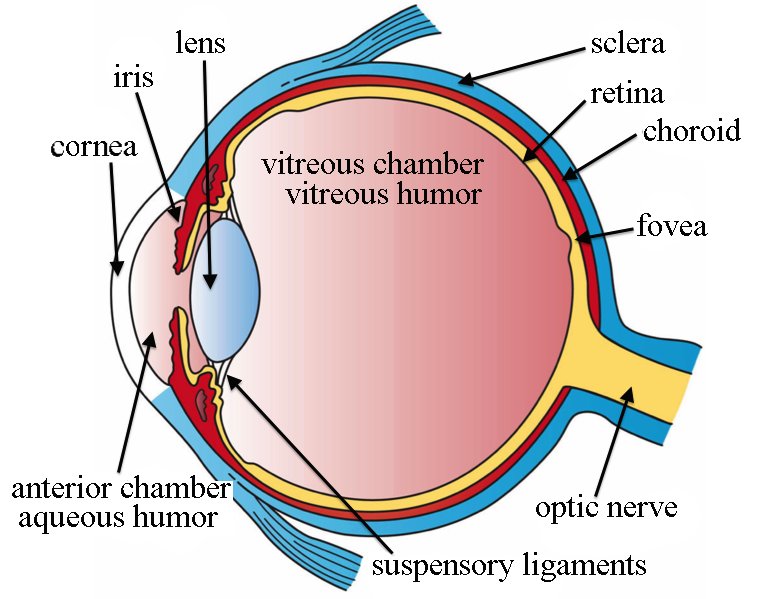